# Peggy Bouveret
Pour les articles homonymes, voir Bouveret.
 (novembre 2023).
Si vous disposez d'ouvrages ou d'articles de référence ou si vous connaissez des sites web de qualité traitant du thème abordé ici, merci de compléter l'article en donnant les références utiles à sa vérifiabilité et en les liant à la section « Notes et références ».
 (novembre 2023).
La mise en forme du texte ne suit pas les recommandations de Wikipédia : il faut le « wikifier ».
Les points d'amélioration suivants sont les cas les plus fréquents :
- Les titres sont pré-formatés par le logiciel. Ils ne sont ni en capitales, ni en gras.
- Le texte ne doit pas être écrit en capitales (les noms de famille non plus), ni en gras, ni en italique, ni en « petit »…
- Le gras n'est utilisé que pour surligner le titre de l'article dans l'introduction, une seule fois.
- L'italique est rarement utilisé : mots en langue étrangère, titres d'œuvres, noms de bateaux, etc.
- Les citations ne sont pas en italique mais en corps de texte normal. Elles sont entourées par des guillemets français : « et ».
- Les listes à puces sont à éviter, des paragraphes rédigés étant largement préférés. Les tableaux sont à réserver à la présentation de données structurées (résultats, etc.).
- Les appels de note de bas de page (petits chiffres en exposant, introduits par l'outil «  Source ») sont à placer entre la fin de phrase et le point final[comme ça].
- Les liens internes (vers d'autres articles de Wikipédia) sont à choisir avec parcimonie. Créez des liens vers des articles approfondissant le sujet. Les termes génériques sans rapport avec le sujet sont à éviter, ainsi que les répétitions de liens vers un même terme.
- Les liens externes sont à placer uniquement dans une section « Liens externes », à la fin de l'article. Ces liens sont à choisir avec parcimonie suivant les règles définies. Si un lien sert de source à l'article, son insertion dans le texte est à faire par les notes de bas de page.
- La présentation des références doit suivre les conventions bibliographiques. Il est recommandé d'utiliser les modèles {{Ouvrage}}, {{Chapitre}}, {{Article}}, {{Lien web}} et/ou {{Bibliographie}}. Le mode d'édition visuel peut mettre en forme automatiquement les références.
- Insérer une infobox (cadre d'informations à droite) n'est pas obligatoire pour parachever la mise en page.

Pour une aide détaillée, merci de consulter Aide:Wikification.
Si vous pensez que ces points ont été résolus, vous pouvez retirer ce bandeau et améliorer la mise en forme d'un autre article.
Peggy Bouveret est une artiste lyrique d'origine américaine établie en France. Sa voix est celle d'une soprano lirica.

## Biographie

### Formation
Elle mène ses études universitaires aux États-Unis et se perfectionne à Londres (Guildhall School of Music, Covent Garden Centre).

### Carrière lyrique
Elle commence sa carrière lyrique au Metropolitan Opera de New York dans le rôle de Mimi (Puccini, La Bohème). Sa carrière internationale se poursuit en France et sur les plus grandes scènes du monde : Paris (Théâtre du Châtelet, Radio France, Salle Pleyel, Festival de Saint-Denis, Palais de Chaillot), Francfort, Vienne, Bruxelles, Genève, Madrid, Rio de Janeiro, San Paolo, Angers, Metz, Dijon, Saint-Étienne, Tours, Nantes, Toulouse, Rennes...[source insuffisante]

## Enseignement
Peggy Bouveret a enseigné pendant une dizaine d'années au Conservatoire national supérieur de musique et de danse de Paris. Elle a également été chargée de cours à l'École normale de musique de Paris et à la Schola Cantorum de Paris.
Parmi ses nombreux élèves, on compte : Gaëlle Arquez, Irina de Baghy, Omo Bello, Amel Brahim-Djelloul, Elise Chauvin, Salomé Haller, Shigeko Hata, Rieko Hiramatsu, Pranvera Lehnert, Marc Mauillon, Ronan Nédélec, Vannina Santoni, Heng Shi, Blandine Staskiewicz, Thierry-Alexandre Tastet, Xiaohan Zhai...

## Décorations
- Chevalière de l'ordre des Arts et des Lettres (2 novembre 2023)[14].